# Casket Salesmen
Casket Salesmen was een Amerikaanse experimentele progressieve rockband uit Corona (Californië) die actief was van 2006 tot 2010.

## Bezetting
- Phil Pirrone (gitaar, zang, basgitaar)
- Nathan Lindeman (gitaar)
- Ryan Knights (drums)
- David Fujinami (basgitaar, gitaar)

- JJ Gumiran (gitaar, basgitaar, keyboards)
- Anthony Alagna (toetsen, percussie, programmering)
- Christopher Walvoord (drums)
- Justin Gutierrez (basgitaar, techniek)
- Nicole Verhamme (basgitaar, gitaar, zang)

## Geschiedenis
Casket Salesmen ontstond nadat bassist Phil Pirrone een gruwelijk auto-ongeluk kreeg en na een langdurig herstel besloot zijn positie in de band A Static Lullaby op te geven. De band werd in 2005 opgericht door Phil Pirrone en Nathan Lindeman, nadat ze hun voormalige band A Static Lullaby hadden verlaten om een andere muzikale richting te volgen. Pirrone formeerde in 2001 op 16-jarige leeftijd A Static Lullaby met Joe Brown en Dan Arnold. De bandleden speelden in verschillende bands op de Ayala High School.
Hun eerste album Sleeping Giants werd bewerkstelligd door Justin Gutierrez. Casket Salesmen produceerden de plaat zelf in hun huis in Corona, dat ook dienst deed als hoofdkantoor voor Justins Solunaris Studios en Phils platenlabel Longhair Illuminati. Het album bevat Nathan Lindeman op gitaar, programmering en wat bas, Phil Pirrone op bas, zang en wat gitaar en Ryan Knights op drums, percussie, evenals programmering in het door hem geschreven nummer Forked Tongues. Sleeping Giants werd op 31 oktober 2006 uitgebracht bij Longhair Illuminati Recordings. De opvallende nummers op Sleeping Giants waren I'll Buy That for a Dollar en Dr. Jesus.
De band speelde meer dan 200 shows en deelde het podium met bands als RX Bandits, The Lemonheads, Dredg, No Age, Earthless, Jubilee, the Germs, Apex Theory, Von Bondies, Grand Ole Party, Against Me!, Circa Survive en New Model Leger. In 2009 was Casket Salesmen bezig met nieuw materiaal na bijna een jaar in winterslaap. Tijdens die winterslaap begon Pirrone de band Välmart. De band ging in 2010 op pauze en heeft sindsdien niet meer opgetreden.

## Discografie
- 2006: Dr Jesus ep (Longhair Illuminati Recordings)
- 2006: Sleeping Giants (Longhair Illuminati Recordings)